# سیارک ۱۱۸۲۸
سیارک ۱۱۸۲۸ (به انگلیسی: 11828 Vargha، نامگذاری:1984DZ)۱۱۸۲۸مین سیارک کشف شده‌است که در ۲۶ فوریه ۱۹۸۴ کشف شد.